# Trofeo Laigueglia 2023
La 60e édition du Trofeo Laigueglia, une course cycliste masculine sur route, a lieu le 1er mars 2023 en Italie (Ligurie). La course, disputée sur 202 kilomètres, fait partie du calendrier UCI ProSeries 2023 (deuxième niveau mondial) en catégorie 1.Pro.

## Équipes participantes
20 équipes sont inscrites dont 9 UCI WorldTeams.
| WorldTeams (9)- AG2R Citroën Team - Cofidis - EF Education-EasyPost - Groupama-FDJ - Ineos Grenadiers - Intermarché-Circus-Wanty - Arkéa-Samsic - Trek-Segafredo - UAE Team Emirates ProTeams (6)- Bingoal WB - Team Corratec - Eolo-Kometa - Green Project-Bardiani CSF-Faizanè - Lotto Dstny - Team Novo Nordisk Équipes continentales (5)- Beltrami TSA-Tre Colli - Biesse-Carrera - Colpack Ballan - General Store-Essegibi-F.lli Curia - Team Technipes #inEmiliaRomagna |
| |

## Classements

### Classement final
| \| Classement général \| Classement général \| Classement général \| Classement général \| Classement général \| \| Coureur \| Coureur \| Pays \| Équipe \| Temps \| \| ------------------ \| ------------------- \| ------------------ \| ------------------------ \| ------------------ \| \| 1er \| Nans Peters \| France \| AG2R Citroën Team \| 5 h 08 min 28 s \| \| 2e \| Andrea Vendrame \| Italie \| AG2R Citroën Team \| + 46 s \| \| 3e \| Alessandro Covi \| Italie \| UAE Team Emirates \| + 46 s \| \| 4e \| Lorenzo Rota \| Italie \| Intermarché-Circus-Wanty \| + 46 s \| \| 5e \| Clément Champoussin \| France \| Arkéa-Samsic \| + 46 s \| \| 6e \| Romain Grégoire \| France \| Groupama-FDJ \| + 46 s \| \| 7e \| Alexander Cepeda \| Équateur \| EF Education-EasyPost \| + 50 s \| \| 8e \| Benoît Cosnefroy \| France \| AG2R Citroën Team \| + 1 min 33 s \| \| 9e \| Diego Ulissi \| Italie \| UAE Team Emirates \| + 1 min 46 s \| \| 10e \| Georg Zimmermann \| Allemagne \| Intermarché-Circus-Wanty \| + 1 min 55 s \| |                     |           |                          |                 |
| |                     |           |                          |                 |
| Source : ProCyclingStats |                     |           |                          |                 |
| Classement général |                     |           |                          |                 |
| Coureur | Coureur             | Pays      | Équipe                   | Temps           |
| 1er | Nans Peters         | France    | AG2R Citroën Team        | 5 h 08 min 28 s |
| 2e | Andrea Vendrame     | Italie    | AG2R Citroën Team        | + 46 s          |
| 3e | Alessandro Covi     | Italie    | UAE Team Emirates        | + 46 s          |
| 4e | Lorenzo Rota        | Italie    | Intermarché-Circus-Wanty | + 46 s          |
| 5e | Clément Champoussin | France    | Arkéa-Samsic             | + 46 s          |
| 6e | Romain Grégoire     | France    | Groupama-FDJ             | + 46 s          |
| 7e | Alexander Cepeda    | Équateur  | EF Education-EasyPost    | + 50 s          |
| 8e | Benoît Cosnefroy    | France    | AG2R Citroën Team        | + 1 min 33 s    |
| 9e | Diego Ulissi        | Italie    | UAE Team Emirates        | + 1 min 46 s    |
| 10e | Georg Zimmermann    | Allemagne | Intermarché-Circus-Wanty | + 1 min 55 s    |

### Classements UCI
La course attribue des points au classement mondial UCI 2023 selon le barème suivant :
| Position           | 1er | 2e  | 3e  | 4e  | 5e | 6e | 7e | 8e | 9e | 10e | 11e | 12e | 13e | 14e | 15e | 16e à 30e | 31e à 40e |
| Classement général | 200 | 150 | 125 | 100 | 85 | 70 | 60 | 50 | 40 | 35  | 30  | 25  | 20  | 15  | 10  | 5         | 3         |